# Aloban (Tapian Nauli)
Aloban is een bestuurslaag in het regentschap Midden-Tapanuli van de provincie Noord-Sumatra, Indonesië. Aloban telt 473 inwoners (volkstelling 2010).